# کاساندر
کاساندر (به یونانی: Κάσσανδρος Ἀντιπάτρου؛ حدود ۳۵۰ – ۲۹۷ پیش از میلاد) از شاهان هلنی مقدونیه باستان در میانه ۳۰۵ تا ۲۹۷ پیش از میلاد بود.
کاساندر، پسر آنتیپاتر و از سرداران اسکندر بزرگ بود، او یکی از دیادوخوی‌هایی بود که پس از مرگ اسکندر در سال ۳۲۳ پ. م بر سر تصاحب امپراتوری او جنگید. کاساندر پس از مدتی با قتل اسکندر چهارم که پسر و وارث قانونی اسکندر بزرگ بود، تاج پادشاهی را غصب کرد. کاساندر در دوران حکومتش بر مقدونیه، صلح و رفاه را به پادشاهی بازگرداند، همچنین شهرهای متعددی (از جمله سالونیک، کاساندریا و تبس) را نیز تأسیس یا بازسازی نمود. با این حال، شقاوت و بی‌رحمی او در برخورد با دشمنان سیاسی‌اش، ارزیابی‌ها را از حکومت او پیچیده می‌کند.